# Order „Sława” (Kazachstan)
Order „Sława” (kaz. «Даңқ» ордені) – odznaczenie państwowe Republiki Kazachstanu. Order został ustanowiony Ustawą Republiki Kazachstanu z dnia 1 kwietnia 1993 nr 2069-XII „O odznaczeniach państwowych Republiki Kazachstanu”. Obecnie jego przyznawanie reguluje Ustawa Republiki Kazachstanu z dnia 26 lipca 1999 nr 462-1 „O odznaczeniach państwowych Republiki Kazachstanu”, która zmieniła także wygląd orderu.

## Statut
Order „Sława” nadawany jest wyższym oficerom Sił Zbrojnych Republiki Kazachstanu, innych oddziałów i formacji uzbrojonych, a także pracownikom prokuratury, organów bezpieczeństwa państwowego i spraw wewnętrznych:
- za sukcesy w dowodzeniu i kierowaniu wojskami, utrzymywanie wysokiej gotowości bojowej wojsk oraz zapewnienie zdolności obronnych państwa;
- za doskonałą organizację sił wojskowych, granicznych i wewnętrznych, zapewnianie bezpieczeństwa narodowego, wzmacnianie praworządności i ochronę porządku publicznego[1].

## Opis
Odznaką orderu I stopnia jest srebrna ośmioramienna gwiazda, na którą nałożona jest druga gwiazda mniejszego rozmiaru, ale z fasetowanymi ramionami. Na gwiazdę nałożona jest okrągła złota tarcza, pod którą znajdują się dwie skrzyżowane szable i włócznia. Na niebieskim okręgu u dołu tarczy znajduje się czerwona wstążka z napisem ДАҢҚ („Sława”), z której po obwodzie tarczy rozchodzą się złote gałązki laurowe. W środku tarczy widnieje białe koło z wizerunkiem złotego łuku nabitego trzema strzałami.
Gwiazda orderu I stopnia jest ośmioramienna, srebrna z rubinami na końcach. W gwiazdę wpisana jest mniejsza gwiazda pokryta niebieską emalią, w której środku umieszczony jest medalion z insygniami orderu.
Odznakę orderu I stopnia nosi się na wstędze o szerokości 100 mm.
Order II stopnia powtarza wzór odznaki orderu I stopnia, ale jest mniejszy. Za pomocą ozdobnego pierścienia zawieszony jest na sześciokątnej zawieszce obciągniętej wstążką w głównym kolorze flagi Kazachstanu z szerokim czerwonym paskiem na prawym brzegu.